# Saint-Félix (Alta Savoia)
Saint-Félix és un municipi francès situat al departament de l'Alta Savoia i a la regió d'Alvèrnia-Roine-Alps. L'any 2007 tenia 2.023 habitants.

## Demografia

### Població
El 2007 la població de fet de Saint-Félix era de 2.023 persones. Hi havia 778 famílies de les quals 192 eren unipersonals (104 homes vivint sols i 88 dones vivint soles), 177 parelles sense fills, 329 parelles amb fills i 80 famílies monoparentals amb fills.
La població ha evolucionat segons el següent gràfic:
Habitants censats

### Habitatges
El 2007 hi havia 833 habitatges, 783 eren l'habitatge principal de la família, 25 eren segones residències i 24 estaven desocupats. 567 eren cases i 263 eren apartaments. Dels 783 habitatges principals, 518 estaven ocupats pels seus propietaris, 258 estaven llogats i ocupats pels llogaters i 8 estaven cedits a títol gratuït; 15 tenien una cambra, 68 en tenien dues, 137 en tenien tres, 208 en tenien quatre i 355 en tenien cinc o més. 636 habitatges disposaven pel capbaix d'una plaça de pàrquing. A 357 habitatges hi havia un automòbil i a 370 n'hi havia dos o més.

### Piràmide de població
La piràmide de població per edats i sexe el 2009 era:
| Homes | Edats   | Dones |
| ----- | ------- | ----- |
| 0     | 95 o +  | 4     |
| 0     | 90 a 94 | 4     |
| 8     | 85 a 89 | 8     |
| 8     | 80 a 84 | 8     |
| 32    | 75 a 79 | 28    |
| 20    | 70 a 74 | 44    |
| 32    | 65 a 69 | 20    |
| 48    | 60 a 64 | 20    |
| 44    | 55 a 59 | 36    |
| 52    | 50 a 54 | 68    |
| 64    | 45 a 49 | 44    |
| 28    | 40 a 44 | 32    |
| 96    | 35 a 39 | 56    |
| 96    | 30 a 34 | 84    |
| 64    | 25 a 29 | 92    |
| 40    | 20 a 24 | 20    |
| 28    | 15 a 19 | 28    |
| 48    | 10 a 14 | 64    |
| 56    | 5 a 9   | 56    |
| 56    | 0 a 4   | 56    |

## Economia
El 2007 la població en edat de treballar era de 1.304 persones, 1.000 eren actives i 304 eren inactives. De les 1.000 persones actives 906 estaven ocupades (494 homes i 412 dones) i 93 estaven aturades (42 homes i 51 dones). De les 304 persones inactives 88 estaven jubilades, 121 estaven estudiant i 95 estaven classificades com a «altres inactius».

### Ingressos
El 2009 a Saint-Félix hi havia 818 unitats fiscals que integraven 2.166,5 persones, la mediana anual d'ingressos fiscals per persona era de 18.337 €.

### Activitats econòmiques
Dels 96 establiments que hi havia el 2007, 2 eren d'empreses alimentàries, 2 d'empreses de fabricació de material elèctric, 5 d'empreses de fabricació d'altres productes industrials, 28 d'empreses de construcció, 21 d'empreses de comerç i reparació d'automòbils, 3 d'empreses de transport, 7 d'empreses d'hostatgeria i restauració, 1 d'una empresa financera, 7 d'empreses immobiliàries, 9 d'empreses de serveis, 8 d'entitats de l'administració pública i 3 d'empreses classificades com a «altres activitats de serveis».
Dels 31 establiments de servei als particulars que hi havia el 2009, 1 era una oficina de correu, 2 tallers de reparació d'automòbils i de material agrícola, 1 taller d'inspecció tècnica de vehicles, 2 paletes, 7 guixaires pintors, 2 fusteries, 3 lampisteries, 6 electricistes, 2 empreses de construcció, 1 perruqueria, 3 restaurants i 1 tintoreria.
Dels 6 establiments comercials que hi havia el 2009, 1 era una botiga de més de 120 m², 2 fleques, 2 carnisseries i 1 una botiga de material de revestiment de parets i terra.
L'any 2000 a Saint-Félix hi havia 18 explotacions agrícoles que ocupaven un total de 369 hectàrees.

## Equipaments sanitaris i escolars
L'únic equipament sanitari que hi havia el 2009 era una farmàcia.
El 2009 hi havia 1 escola maternal i 1 escola elemental.

## Poblacions més properes
El següent diagrama mostra les poblacions més properes.